# Karl Müller (Metallbildner)

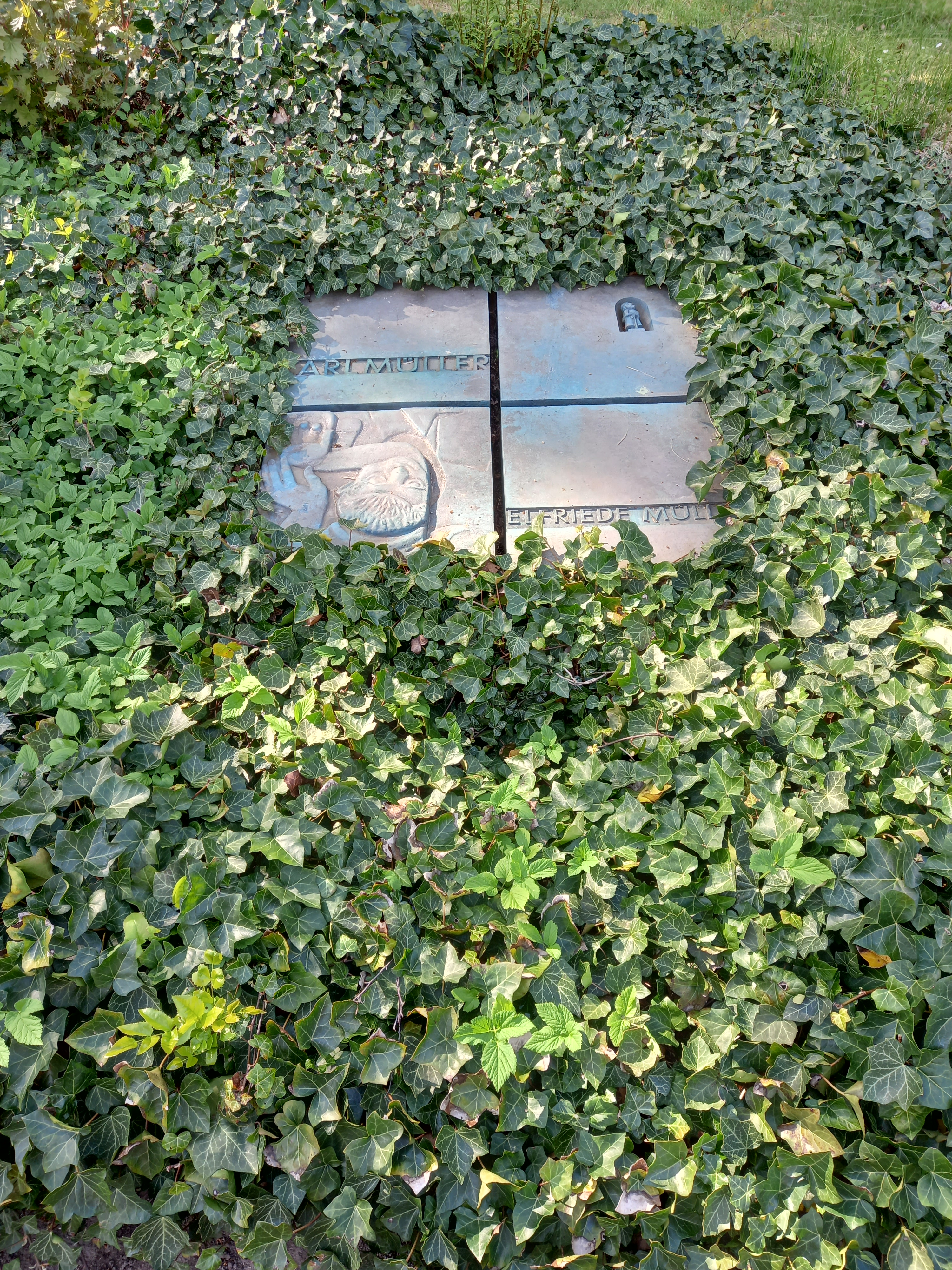
Das Grab von Karl Müller und seiner Ehefrau Elfriede auf dem Friedhof Kröllwitz in Halle

Karl Müller (* 17. November 1888 in Berlin; † 2. Mai 1972 in Halle (Saale)) war ein deutscher Metallbildner, Medailleur und Professor an der Werkkunstschule (später Hochschule für Industrielle Formgestaltung) auf der Burg Giebichenstein (heute Burg Giebichenstein Kunsthochschule Halle).

## Leben
Müller wuchs in Berlin in einer Musikerfamilie auf. Von 1903 bis 1907 lernte er den Beruf des Ziseleurs und Metallbildhauers bei der Berliner Firma Victor Matzner, bei der er dann bis 1908 arbeitete. Von 1908 bis 1909 vervollkommnete er sich, indem er bei dem Bildhauer Otto Rohloff, Berlin und in anderen Metallwerkstätten u. a. in Zürich als Gehilfe mitarbeitete. Von 1909 bis 1915 studierte er an der von Bruno Paul geleiteten Unterrichtsanstalt des Kunstgewerbemuseums Berlin bei dem Bildhauer Joseph Wackerle und dem Architekten Ernst Peters sen. So absolvierte er eine Ausbildung in der Tradition der „Berliner Bildhauerschule“. Nach seinem Kriegsdienst von 1915 bis 1918 kehrte er wieder an diese Unterrichtsanstalt zurück, dort arbeitete er bis 1922 in der Metallabteilung mit. Er wurde Meisterschüler bei Hugo Lederer von 1919 bis 1921 an der Vereinigte Staatsschulen für freie und angewandte Kunst. Dem Ruf von Paul Thiersch folgend ging er 1922 nach Halle (Saale), von da an bis zu seiner Emeritierung im Jahr 1958 leitete er als Professor für Metallbildnerei die Metallklasse der Design- und Werkkunstschule Burg Giebichenstein Kunsthochschule Halle in Halle an der Saale, die den Ideen des Deutschen Werkbundes und des Bauhauses sehr verbunden war.
Müller war Mitglied des Verbands Bildender Künstler der DDR.

## Wirken
Müllers Arbeitsspektrum reichte von der Bildhauerei (speziell Metallbildnerei) über das kunsthandwerkliche Unikat bis zur Gestaltung metallener Geräte. Durch seine Lehrjahre umfassend und gründlich ausgebildet, konnte er auch monumentale Aufgaben bewältigen, das zeigte sich bei der Zusammenarbeit mit dem Architekten Hans Wittwer an der Gestaltung des Flughafen-Restaurants Halle-Leipzig 1931. Häufig arbeitete er auch für den sakralen Raum, z. B. gibt es ein Kruzifix für eine Kirche in Bernburg. Er gestaltete aber auch Bestecke, Lampen und Schalen. Später beschäftigte er sich mit Terrakotta, ebenso war er als Grafiker tätig. Er musizierte viel mit Gleichgesinnten und übernahm dieses Thema in seine Plastiken.
In Karl Müllers Werk zeigt sich auch heute noch das Spektrum der Kunstschule Burg Giebichenstein, vom Kunsthandwerk über das Design zur Kunst. Er sprach über die 20er Jahre an der „Burg“: „..Wir haben nichts aufgeschrieben, wir haben keinen Wind mit dem Mund gemacht, sondern unsere Arbeit unter dem Zeichen der „Burg“ – wer, wie, was, war uninteressant. Die Arbeit musste gut sein und sich an die Spitze der Entwicklung setzen.“ (zitiert nach Heinz Schönemann).
Es war nicht üblich, viel Reklame zu machen und zu theoretisieren. Nun ist diese Art für die Kunstgeschichtsschreibung nicht hilfreich und deshalb gab es bis 1988 kaum einen größeren Katalog über Müller. Das hatte aber auch den Grund, dass er nicht in die offizielle DDR-Kunst einzuordnen war.
Zitat Dorit Litt (Katalog „Verfemte Formalisten“):
„Müllers freie plastische Gestaltungen in Metall und ab Ende der Fünfziger Jahre auch in Keramik waren damals auf dem Gebiet der DDR etwas  Einmaliges. Da seine Arbeiten offiziell zum Kunsthandwerk gerechnet wurden, blieben sie von der bürokratischen Kunstkritik verschont.“
Dieses Einmalige verhalf künftigen Generationen unter dem Synonym Kunsthandwerk ideologiefreier zu arbeiten als in der bildenden Kunst und es tat sich ein Freiraum zum Experimentieren auf.
Schülerinnen und Schüler Müllers waren u. a. Edith Beckmann, Christina Brade, Helmut Griese, Renate Heintze, Renate Hoditz, Irmtraud Ohme, Dorothea Prühl, Günter Reißmann, Armgard Stenzel, Lutz Holland, Helmut Senf, Manfred Vollmert und Peter Zinecker.

## Darstellung Müllers in der bildenden Kunst der DDR
- Bernd Göbel: Prof. Karl Müller (Porträt-Büste; 1970, Bronze)[3]

## Museen und öffentliche Sammlungen mit Werken Müllers (unvollständig)
- Altenburg/Thür.: Lindenau – Museum
- Berlin: Staatliche Museen zu Berlin
- Halle/Saale: Kunstmuseum Moritzburg Halle
- Leipzig: Grassi-Museum
- Magdeburg: Kunstmuseum Kloster Unser Lieben Frauen

## Teilnahme an zentralen und wichtigen regionalen Ausstellungen in der Sowjetischen Besatzungszone und in der Zeit der DDR (unvollständig)
- 1946: Halle/Saale, Städtisches Museum in der Moritzburg („Kunstausstellung der Provinz Sachsen“)[4][5]
- 1958: Dresden, Vierte Deutsche Kunstausstellung
- 1979/1980: Hannover, Kunstverein Hannover („Kunst aus der DDR. Bezirk Halle“)
- 1985: Berlin, Neue Berliner Galerie im Alten Museum („Musik in der bildenden Kunst der DDR“)
- 1989: Berlin/West, Kongresshalle („Metallkunst aus der Deutschen Demokratischen Republik“)